# Jose C. Abriol
Jose C. Abriol (Filippine, 4 febbraio 1918 – Manila, 6 luglio 2003) è stato un presbitero, linguista e scrittore filippino, autore della traduzione della Bibbia in tagalog.

## Biografia
Ordinato sacerdote il 14 maggio 1942, inizia la sua missione a Manila e nei suoi sobborghi. Viene ricordato soprattutto come linguista e traduttore, infatti fu il primo a tradurre in filippino (tagalog) la Sacra Scrittura, dapprima dal greco, poi dall'ebraico. Il presbitero conosceva ben 9 lingue: spagnolo, tagalog, ebraico, tedesco, italiano, inglese, greco e latino. Così viene incaricato come redattore dalla curia di Manila, come traduttore e linguista, curò diverse volte la traduzione della Bibbia, dei documenti del Concilio Vaticano II, delle encicliche, del messale di Paolo VI al catechismo.

In seguito fu nominato vicario generale dell'arcidiocesi di Manila, incarico che poi mantenne per 38 anni, sino alla morte nel 2003. Fu anche confessore, parroco nella Basilica di San Giovanni Battista a Quiapo (Manila) dal 1975 al 1993, collaboratore e amico del cardinale Jaime Sin, arcivescovo di Manila. Morì per arresto cardiaco il 6 luglio 2003. Il cardinal Sin celebrò una messa in suffragio al cospetto di molte autorità. Abriol ebbe riconoscimenti da molti atenei per il suo operato. 
| Controllo di autorità | VIAF (EN) 89430533 · ISNI (EN) 0000 0000 6166 1372 |